# Лазавица
Лаза́вица (Лозавица) — река в России, протекает в Великолукском районе Псковской области через город Великие Луки. Исток — озеро Лазавское или Бор-Лазава у деревни Лазава. Течёт на север. Устье реки находится севернее Великих Лук в 352 км по правому берегу реки Ловать. Длина реки составляет 21 км, площадь водосборного бассейна 93,2 км².

## География и гидрология
У истока по берегам реки расположены деревни Лычёвской волости: Лазава, Токолово, Личково, Горивицы, Булынино, Тифоново, Лукьяцево, Подберезье, Боровицы. Далее река протекает через Великие Луки. Ниже, на правом берегу стоит деревня Кулёво Переслегинской волости.

## Экология
В реку сбрасывает сточные воды ОАО «ЭЛИЗ»

## Данные водного реестра
По данным государственного водного реестра России относится к Балтийскому бассейновому округу, водохозяйственный участок реки — Ловать и Пола, речной подбассейн реки — Волхов. Относится к речному бассейну реки Нева (включая бассейны рек Онежского и Ладожского озера).
Код объекта в государственном водном реестре — 01040200312102000022790.